# Sociedad Comercial del Plata
Sociedad Comercial del Plata S.A. é uma holding comercial argentina, sediada em Buenos Aires.

## História
A companhia foi estabelecida em 1927.

## Subsidiarias
- Telefé
- Telefónica de Argentina
- Transportadora de Gas del Norte
- Transener
- Ferroexpreso Pampeano
- Aguas Argentinas